# 鸽子楼旧址
43°52′43″N 125°17′24″E / 43.87861°N 125.29000°E
“鸽子楼”旧址，位于中华人民共和国吉林省长春市朝阳区清和街道建设街79号，为吉林大学地球科学学院所在地，属于长春市级文物保护单位。
鸽子楼建于1951年，是建筑设计师刘鸿典为北迁的东北工学院设计的一座教学楼。因为在施工过程中为追求主楼外墙色调的变化，采用了“摔浆法”工艺，以尽可能地使水泥墙面颜色变深。同时，为了不使墙面颜色过于深暗和死板，还在墙面上隔一段距离抹光一下，便出现了“之”字形花纹。因为这些“之”字形的花纹，像是许多鸽子在展翅高飞，故俗称“鸽子楼”。2009年“鸽子楼”旧址被公布为长春市第八批市级文物保护单位。